# Ardisia cornudentata
Ardisia cornudentata Mez – gatunek roślin z rodziny pierwiosnkowatych (Primulaceae). Występuje naturalnie na Tajwanie. 

## Morfologia
PokrójZimozielony krzew dorastający do 2 m wysokości.
LiścieBlaszka liściowa ma eliptyczny lub lancetowaty kształt. Mierzy 7–14 cm długości oraz 2–3,5 cm szerokości, jest piłkowana na brzegu, ma klinową nasadę i ostry lub spiczasty wierzchołek. Ogonek liściowy jest owłosiony i ma 5–7 mm długości.
KwiatyZebrane w wierzchotkach wyrastających z kątów pędów. Mają działki kielicha o owalnym kształcie i dorastające do 1–2 mm długości. Płatki są owalne i mają białą barwę oraz 4–5 mm długości.
OwocPestkowce mierzące 6-8 mm średnicy, o kulistym kształcie.

## Biologia i ekologia
Rośnie w lasach. Występuje na wysokości do 1700 m n.p.m.

## Zmienność
W obrębie tego gatunku oprócz podgatunku nominatywnego wyróżniono jeden podgatunek oraz jedną odmianę:
- A. cornudentata subsp. morrisonensis (Hayata) Yuen P.Yang
- A. cornudentata var. stenosepala (Hayata) Yuen P.Yang

## Galeria

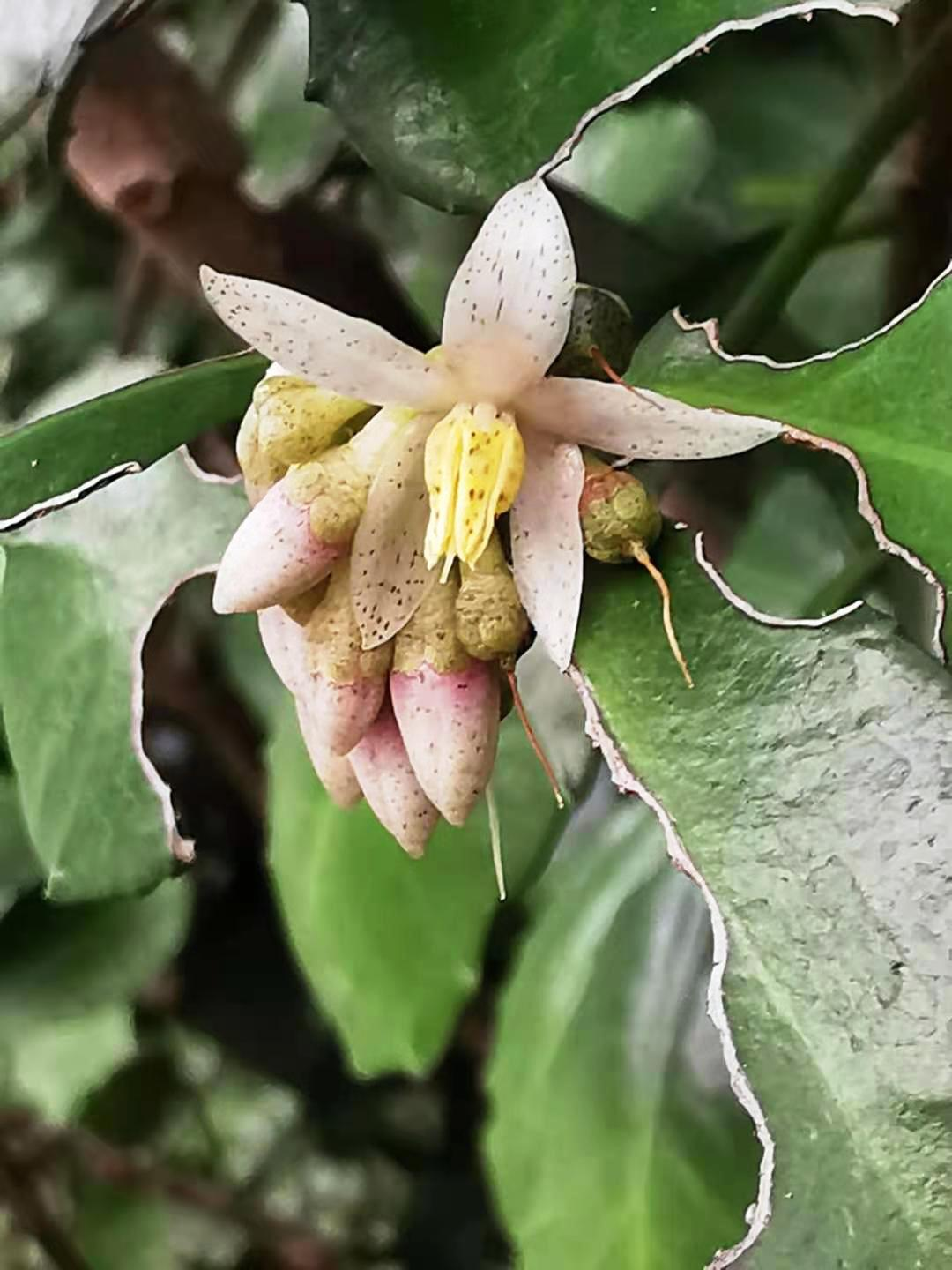
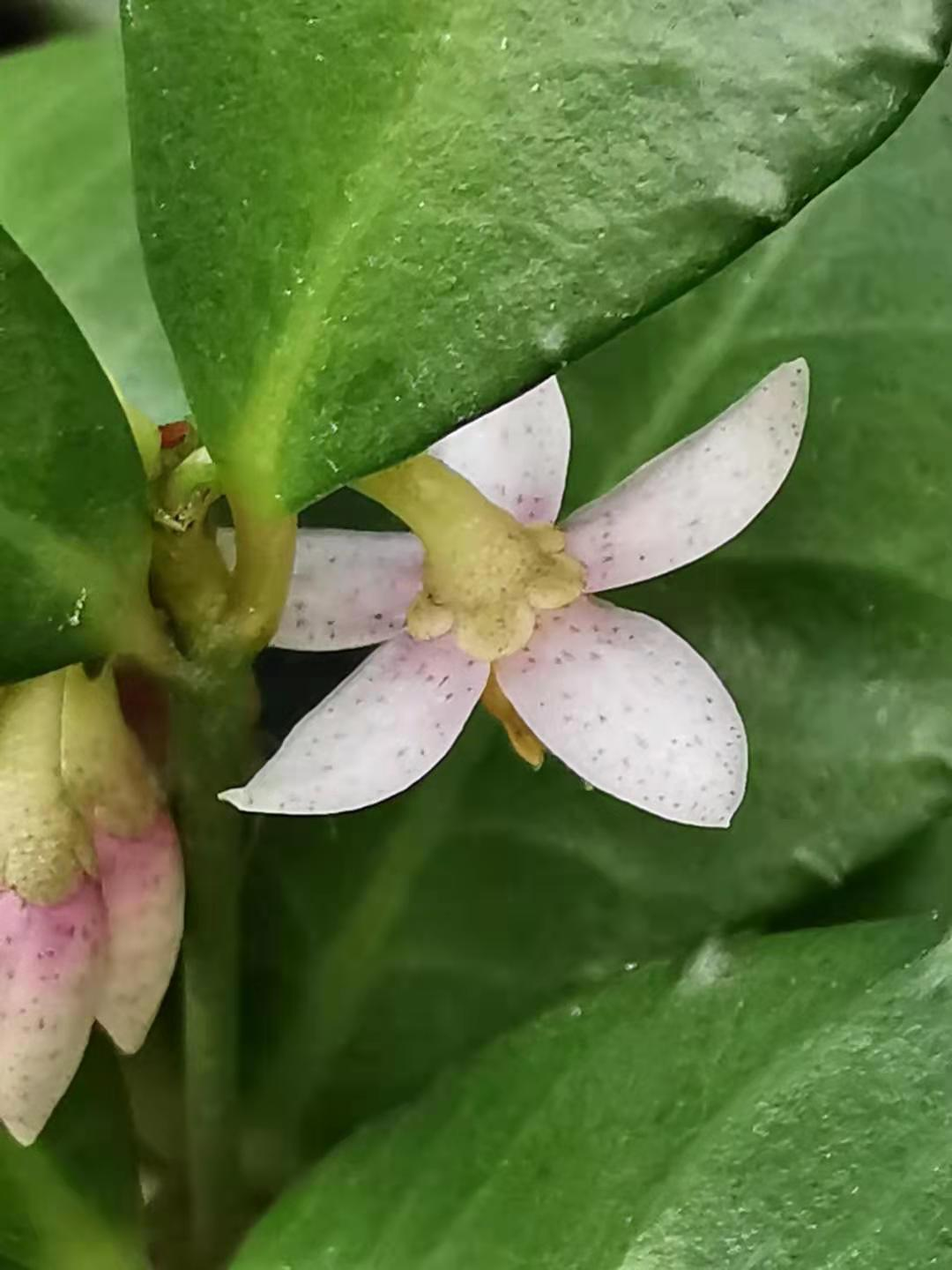
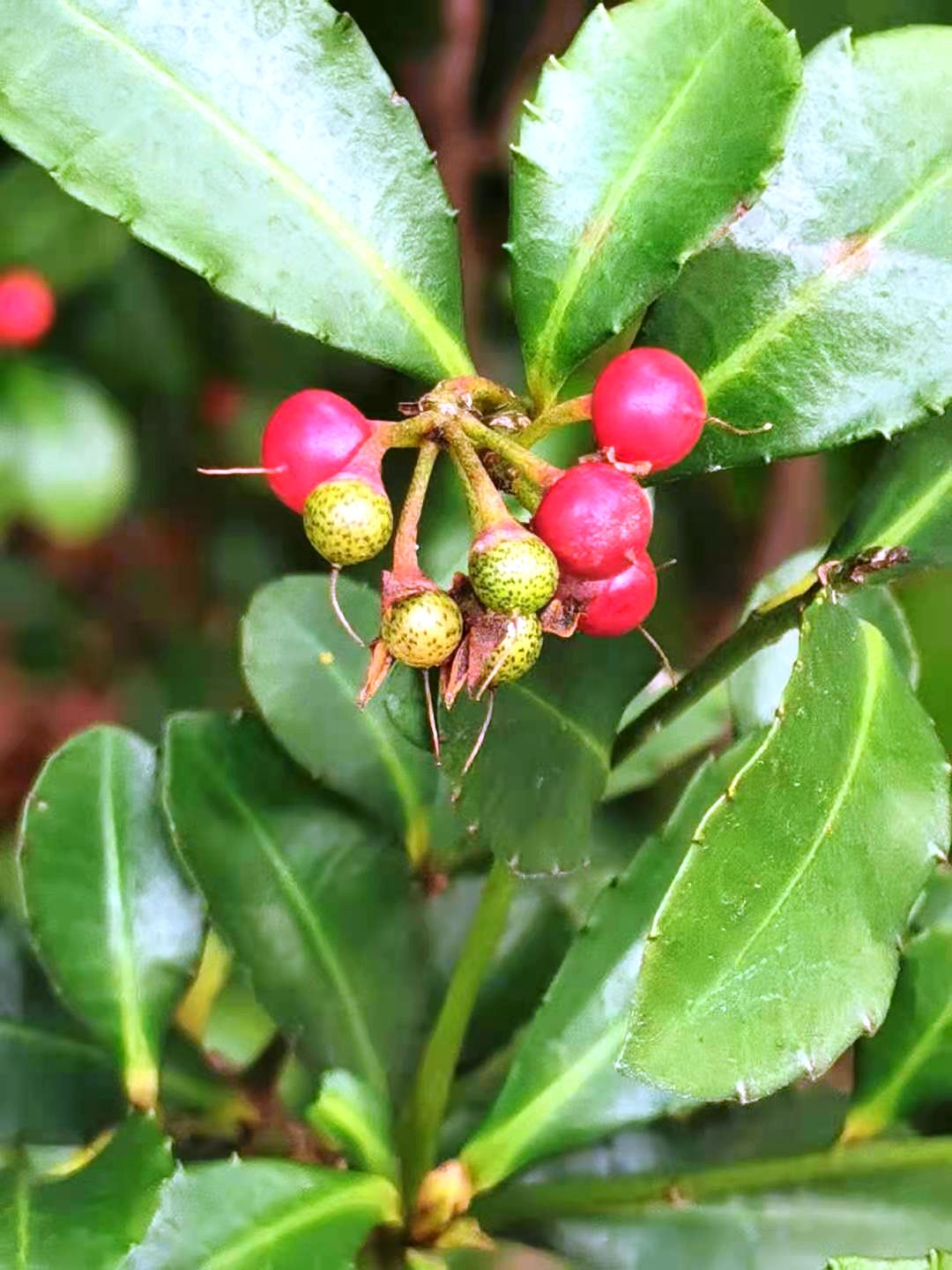
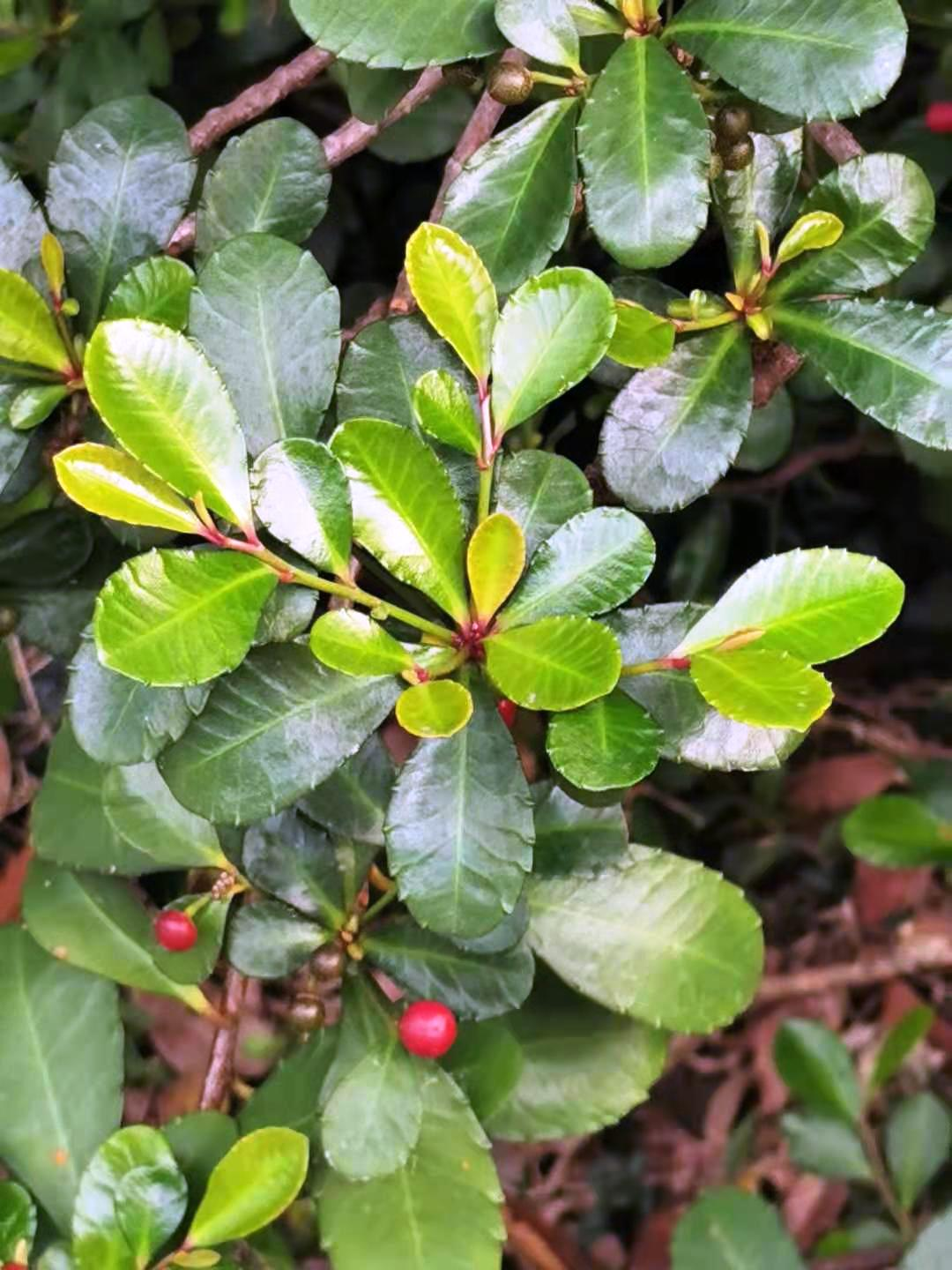